# Mercure Potsdam
Das Mercure Hotel Potsdam (früher: Interhotel Potsdam) ist ein im Jahr 1969 fertiggestelltes Hotel aus der Zeit der DDR, das von der Interhotel-Kette betrieben wurde. Nach der Wende gelangte es in das Eigentum der Mercure-Kette, die den Plattenbau sanieren und auf den nun üblichen Ausstattungsstandard umbauen ließ.
Das Hotel befindet sich an der Langen Brücke auf einem Teil des barocken Lustgartens gegenüber dem Potsdamer Stadtschloss. Das Hochhaus steht mit seiner kantigen Grundform und der Höhe von 60 Metern im Kontrast zum nahen Kirchturm der Kirche St. Nikolai.
Nachdem der Abriss des Hotels Mercure 2016 umstrittenes Sanierungsziel war, wird seit 2021 seine Unterschutzstellung als Denkmal geprüft.

## Geschichte und Konzeption

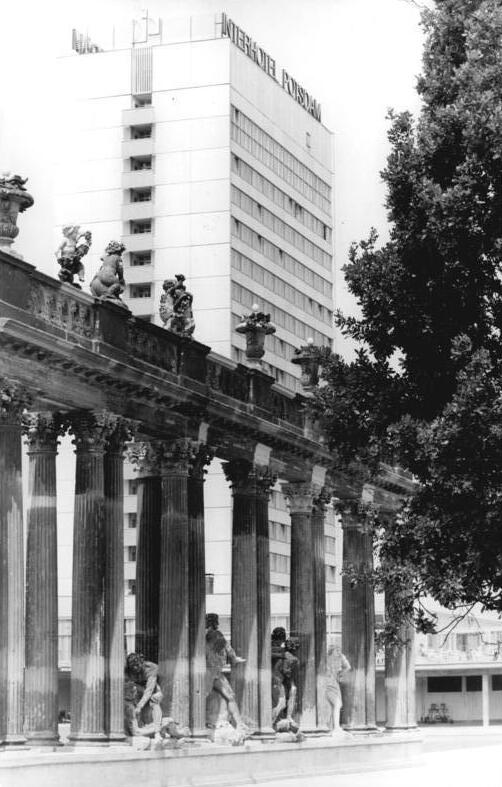
Interhotel Potsdam und der erhaltene Teil der Ringerkolonnade, 1969.

Der Vorsitzende des DDR-Staatsrats Walter Ulbricht gab 1967 den Auftrag, eine „sozialistische Stadtkrone“ in Potsdam zu bauen. Das Hotelgebäude wurde als Prestigebau durch ein Architektenkollektiv unter der Leitung von Sepp Weber verwirklicht und sollte höchsten internationalen Standards entsprechen. Für die Fertigstellung kamen einige Baugeräte aus dem kapitalistischen Ausland zum Einsatz. Das Haus bietet über 420 Gästezimmer in 17 Etagen und wurde als erstes Hotel der DDR mit 20 Fernsehern ausgerüstet. Prominente wie Karlheinz Böhm, Audrey Landers und Zsa Zsa Gabor waren hier Gäste. Für besondere Besucher stellte das Hotel auf Wunsch eine hauseigene Motoryacht zur Verfügung. Auf der Speisekarte des Hotelrestaurants standen neben regionaltypischen Gerichten auch russische und jugoslawische Spezialitäten.
Bis zum Ende der DDR war der FDGB Hauptnutzer, der hauptsächlich Urlauber hier unterbrachte. Nach der deutschen Wiedervereinigung und der Auflösung der zentralen Gewerkschaftsorganisation erwarb die neu gegründete Interhotel AG den Gebäudekomplex. 1992 wurde das Hotel an die Mercure-Kette für zwanzig Jahre verpachtet und bei seiner Wiedereröffnung nach den Umbauarbeiten in Mercure Hotel Berlin Potsdam umbenannt. Eigentümer der Immobilie ist seit Beginn des 21. Jahrhunderts die US-amerikanische Investmentgesellschaft Blackstone Group, von der es Hotelbetreiber Accor gepachtet hatte.

## Perspektiven

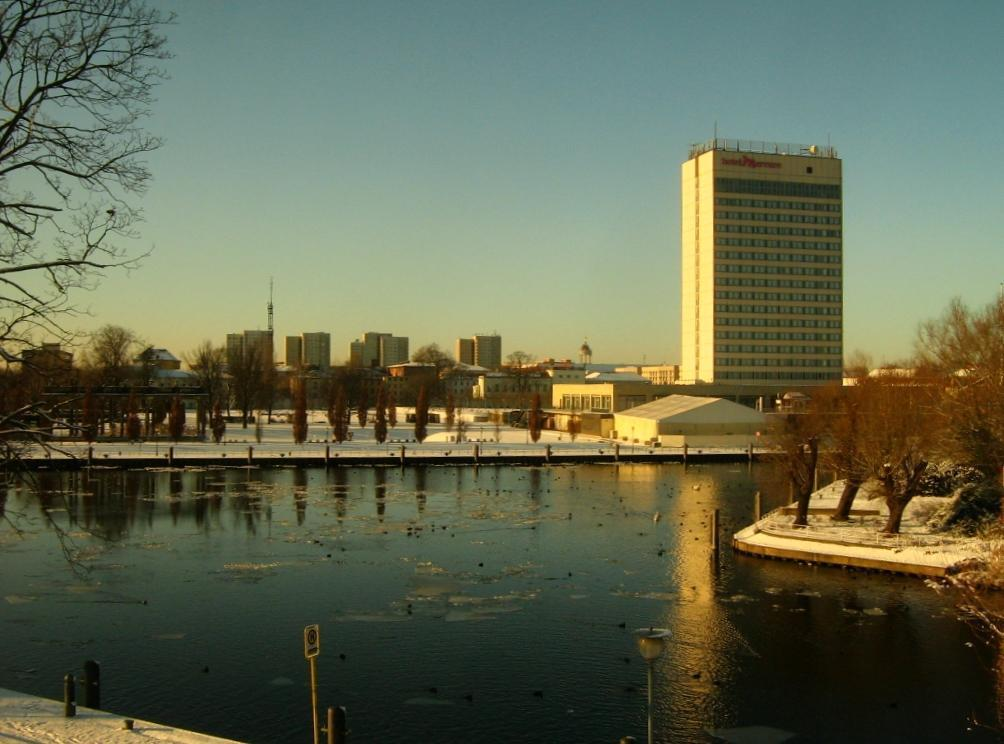
Ansicht des Hotels vom Südostufer der Havel, die rechte Seite zeigt die Südspitze der Freundschaftsinsel.

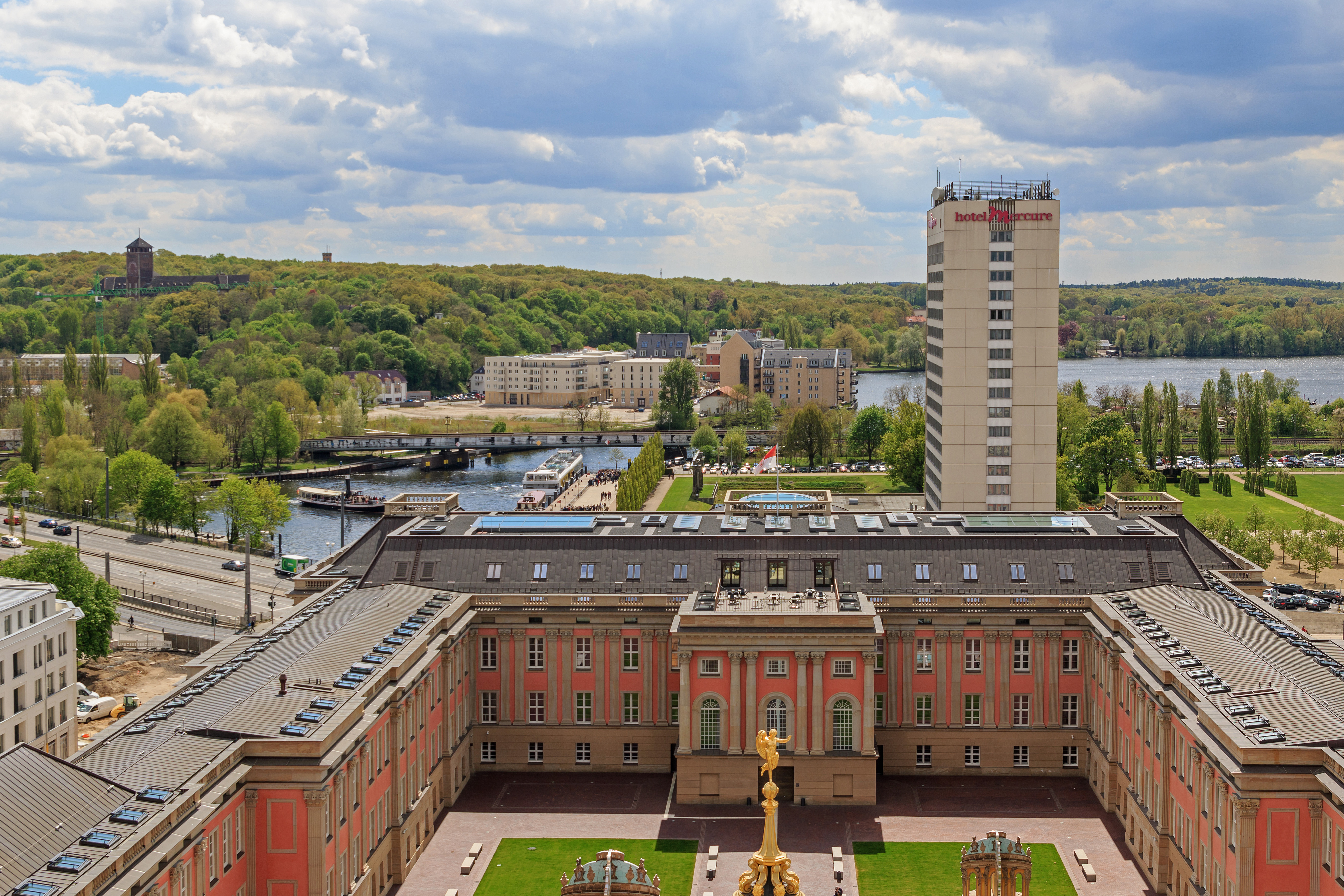
Blick vom Turm der Kirche St. Nikolai über das Stadtschloss hinweg zum Mercure.

Das Hotel wurde bis Ende 2012 von der Accor-Gruppe selbst betrieben, die vor Ablauf des Pachtvertrags Ende 2012 frühzeitig erklärte, das Hotel nicht selbst fortführen zu wollen. Im Zuge des in unmittelbarer Nachbarschaft des Hotels erfolgten Neubaus des Potsdamer Landtags in der äußeren Gestalt des ehemaligen Stadtschlosses, dessen Kriegsruine 1959/1960 durch die DDR-Führung gesprengt wurde, wurde von verschiedener Seite der Abriss des Plattenbauhochhauses gefordert. Der Softwaremilliardär Hasso Plattner wollte zunächst am Standort des Hotelhochhauses eine niedriggeschossige Kunsthalle bauen, nachdem diese Pläne in Potsdam nicht nur Befürwortung fanden errichtete er das Museum Barberini im rekonstruierten Palast Barberini am Alten Markt.
Ende 2012 hatte der Eigentümer Blackstone entschieden, das Hotel als Franchisenehmer von Accor für die nächsten 10 Jahre selbst zu betreiben. Mitte 2013 wurde jedoch bekannt, dass Blackstone beabsichtigt, das Mercure in Kürze zu verkaufen und die Betreibergesellschaft des Hotels insolvent ist. Nachdem der Potsdamer Oberbürgermeister zwischenzeitlich bereits die Absicht geäußert hatte, den Lustgarten ins Sanierungsgebiet am Alten Markt einzubeziehen, plante die Stadtverwaltung zwischenzeitlich den Kauf und Abriss des Hochhauses, um die entstehende Freifläche wieder an den Lustgarten anzugliedern und somit das historische Umfeld des äußerlich rekonstruierten Stadtschlosses (Landtagsgebäude) mit den alten Blickbeziehungen wiederherzustellen. Dies ist in der Potsdamer Bürgerschaft jedoch umstritten, was vor allem bei der Abstimmung zum Bürgerhaushalt 2015/16 deutlich wurde: Kein Kauf und Abriss des Hotels Mercure kam auf den zweiten Platz.
Ende Mai 2016 wurde bekannt, dass das Hotel zusammen mit acht weiteren ehemaligen DDR-Interhotels und einigen Hotels in Frankreich an die Firma FDM Management, ein Gemeinschaftsunternehmen einer Tochter der französischen Immobiliengesellschaft „Reits Foncière des Régions“ und verschiedener französischer Versicherungen, verkauft wurde.
Was diese Transaktion für die Zukunft des „Mercure“-Hotels bedeutet, ist derzeit nicht absehbar.